# Завод фосфорних добрив у Кафр-аз-Заят
Завод фосфорних добрив у Кафр-аз-Заят (Kafr El Zayat) – підприємство єгипетської хімічної промисловості, майданчик якого розташований на півночі країни у дельті Ніла. Перший завод з виробництва фосфорних добрив в історії країни.
Первісно виробничим майданчиком у Кафр-аз-Зайят, який почав роботу ще в 1936 році, володів приватний капітал. В подальшому підприємство було націоналізоване та передане El Nasr Phosphate Company, а потім перейшло до Egyptian Financial and Industrial Company. Остання у 1990-х була корпоратизована, проте все-рівно переважно контролюється державним капіталом (зокрема, компаніями Metallurgical Industries Holding та Midfert Egypt for Investments з частками у 27,1% та 25,1% відповідно), хоча біля 16% її акцій належать приватним особам, а 5% - інвестиційному фонду Saudi Egyptian for Industrial Investments.
Станом на 2017 рік комплекс заводу включав дві лінії сульфатної кислоти сукупною річною продуктивністю 170 тисяч тон та три лінії порошкового суперфосфату загальною потужністю 450 тисяч тон на рік. При цьому дві лінії, які провадили грануляцію частини суперфосфату із випуском до 300 тисяч тон продукції на рік, були зупинені в 2008-му із екологічних міркувань. 
Фосфатна руда надходить з єгипетських копалень, тоді як сірка імпортується (передусім з Саудівської Аравії, Ірану чи Росії).